# Faith (Faith Evans)
Faith è il primo album discografico in studio della cantante statunitense Faith Evans, pubblicato nel 1995.

## Tracce
1. Faith (Interlude) – 0:41
2. No Other Love – 4:24
3. Fallin' in Love – 4:33
4. Ain't Nobody – 5:13
5. You Are My Joy (Interlude) – 1:08
6. Love Don't Live Here Anymore – 4:15
7. Come Over – 5:35
8. Soon As I Get Home – 5:24
9. All This Love – 6:02
10. Thank You Lord (Interlude) – 0:55
11. You Used to Love Me – 4:28
12. Give It to Me – 4:35
13. You Don't Understand – 5:01
14. Don't Be Afraid – 4:55
15. Reasons – 5:01